# تیم ملی بسکتبال جمهوری دومینیکن
تیم ملی بسکتبال جمهوری دومینیکن،نماینده جمهوری دومینیکن در مسابقات بین‌المللی بسکتبال است.

## تاریخچه
در سال ۱۹۷۷ آنها برای اولین بار در مسابقات قهرمانی آمریکای مرکزی مقابل هوادران خانگی خود پیروز شدند و مجوز شرکت در مسابقات جام جهانی ۱۹۷۸ در فیلیپین داده شد. پس از ناموفق بودن در مرحله مقدماتی، دو پیروزی دیگر در دور مقدماتی به دست آمد که در رده‌های سوم و آخر در رقابت‌های عنوان به پایان رسید.
1. ↑  "FIBA Ranking Presented by Nike". FIBA. ۷ دسامبر ۲۰۲۱. Retrieved 7 December 2021.